# Chanatip Sonkham

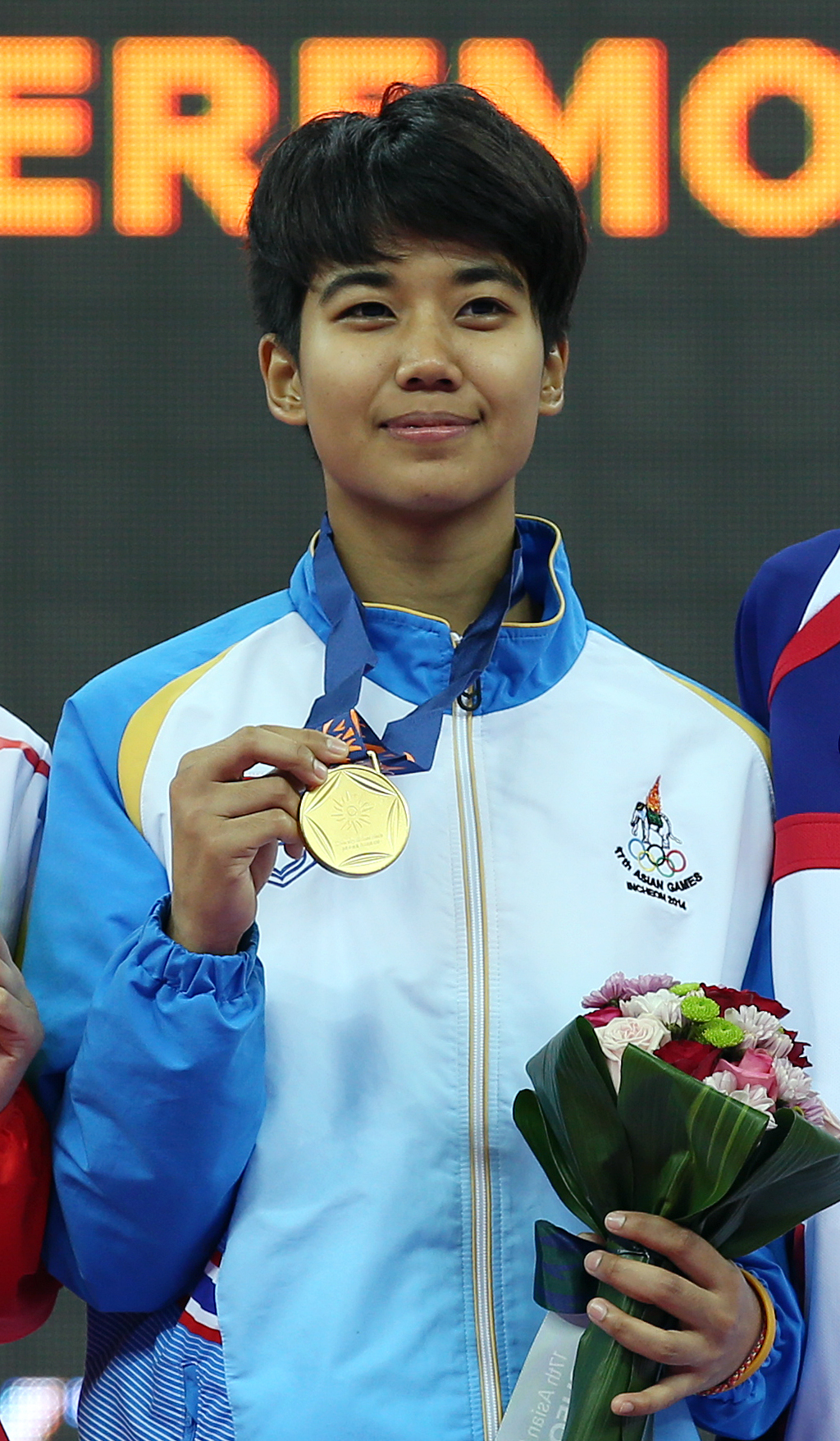

Chanatip Sonkham (Phatthalung, 1 de março de 1991) é uma taekwondista tailandesa.
Chanatip Sonkham competiu nos Jogos Olímpicos de 2012, na qual conquistou a medalha de bronze.